# Koshinetsu
Kōshin'etsu (甲信越) är en delregion i en av Japans huvudregioner Chubu. Koshinetsu består av totalt tre prefekturer; Yamanashi, Nagano och Niigata. Koshinetsu är en sammansättning av de äldre tre regionerna Kai, Shinano och Echigo.